# Opius nanosoma
Opius nanosoma är en stekelart som beskrevs av Fischer 1989. Opius nanosoma ingår i släktet Opius och familjen bracksteklar. Inga underarter finns listade i Catalogue of Life.